# Urocystis colchici
Urocystis colchici (Schltdl.) Rabenh. – gatunek podstawczaków należący do rodziny Urocystidaceae. Grzyb mikroskopijny, pasożyt zimowitów, wywołujący u nich chorobę o nazwie głownia zimowita.

## Systematyka
Pozycja w klasyfikacji według Index Fungorum: Urocystis, Urocystidaceae, Urocystidales, Incertae sedis, Ustilaginomycetes, Ustilaginomycotina, Basidiomycota, Fungi.
Po raz pierwszy zdiagnozował go w 1826 r. Diederich Franz Leonhard von Schlechtendal nadając mu nazwę Caeoma colchici. Obecną, uznaną przez Index Fungorum nazwę nadał mu Gottlob Rabenhorst w 1861 r.

## Morfologia i tryb życia
Urocystis colchici jest obligatoryjnym pasożytem zimowitów. Poraża je systemowo, zimuje w ich bulwach. Staje się widoczny, gdy na żywych liściach tworzy nabrzmiałe pęcherze wytwarzające zarodniki. W miarę rozwoju choroby nabrzmiewają one i pękają, odsłaniając proszkowate, czarne masy zarodników. Kupki zarodników na liściach i ogonkach liściowych są widoczne jako lekko wzniesione, brodawkowate, wydłużone obszary o różnej wielkości i kształcie, często zlewające się z sobą. Są po obu stronach liścia, początkowo mają barwę ołowiową i znajdują się pod naskórkiem żywiciela. Dojrzewając powiększają się, co powoduje pęknięcie naskórka. Przez pęknięcie to wydostają się zarodniki. Rozprzestrzeniane przez wiatr infekują nowe rośliny. Każda kulka zarodników ma około 15–50 μm średnicy i obejmuje grupę centralną, zwykle z 1–3(4) ciemnobrązowymi, gładkimi, o nieregularnym kształcie zarodnikami o średnicy około 10–20 μm, otoczonymi warstwą mniejszych, jaśniejszych, sterylnych komórek.

## Występowanie
Gatunek rzadki. W Anglii notowany zaledwie na 3 stanowiskach. Znane jest jego występowanie tylko w niektórych krajach Europy i na dwóch stanowiskach w Kanadzie. W Polsce jego stanowisko w 1973 r. podali Józef Kochman i Tomasz Majewski na zimowicie jesiennym (Colchicum autumnale).